# Championnat du Portugal féminin de football 1985-1986
 (décembre 2019).
Navigation
Édition suivante
Le Championnat du Portugal féminin de football 1985-1986 est la 1re édition du championnat du Portugal féminin de football.
Dix-huit équipes divisées en trois groupes régionaux s'affrontent selon le principe des matches aller et retour, au fil de dix journées.
À l'issue de cette première phase, les clubs terminant à la première place de chaque groupe s'affrontent dans une phase finale dans un mini championnat aller-retour.
Le Boavista FC s'adjuge le premier titre de l'histoire du championnat. Pour cette première édition il n'existe pas de principe de relégations en division inférieure

## Participants
Ce tableau présente les dix-huit équipes qualifiées pour disputer le championnat 1985-1986. On y trouve le nom des clubs, la date de création du club, le nom des stades ainsi que la capacité de ces derniers.
La première phase comprend trois groupes de six équipes. Pour cette première édition il n'existe pas de principe de relégations en division inférieure.
Légende des couleurs
- Champion de Taça Nacional Feminino la saison précédente.
- Promu de division inférieure.

| \| Boavista FC Leixões SC SC Braga AD Esposende Leça do Balio Santa Maria FC \| Localisation des clubs engagés dans la Zona Norte du championnat. |
| Boavista FC Leixões SC SC Braga AD Esposende Leça do Balio Santa Maria FC                                                                         |

| Nom du club    | Date de création | Dernière montée | Division 1984-1985 | Stade                                            | Capacité | Vict. |
| -------------- | ---------------- | --------------- | ------------------ | ------------------------------------------------ | -------- | ----- |
| Boavista FC    | 1903             | -               | -                  | Campo de Treinos do Estádio do Bessa XXI         | -        | /     |
| SC Braga       | 1921             | -               | -                  | Estádio Municipal 1º de Maio                     | 30 000   | /     |
| AD Esposende   | -                | -               | -                  | -                                                | -        | /     |
| Leça do Balio  | 1964             | -               | -                  | -                                                | -        | /     |
| Leixões SC     | 1907             | -               | -                  | Complexo Municipal de Leça da Palmeira (Bataria) | -        | /     |
| Santa Maria FC | 1943             | -               | -                  | -                                                | -        | /     |

| \| União Coimbra Juv. Arzila CPR Pocariça Paivense Pinheiros Oliveirense \| Localisation des clubs engagés dans la Zona Centro du championnat. |
| União Coimbra Juv. Arzila CPR Pocariça Paivense Pinheiros Oliveirense                                                                          |

| Nom du club         | Date de création | Dernière montée | Division 1984-1985 | Stade                            | Capacité | Vict. |
| ------------------- | ---------------- | --------------- | ------------------ | -------------------------------- | -------- | ----- |
| Juventude Arzila    | 1971             | -               | -                  | -                                | -        | /     |
| CF União de Coimbra | 1919             | -               | -                  | -                                | -        | /     |
| UD Oliveirense      | 1922             | -               | -                  | Centro de Formação Ápio Assunção | 1 000    | /     |
| SC Paivense         | 1943             | -               | -                  | -                                | -        | /     |
| CR Pinheiros        | -                | -               | -                  | -                                | -        | /     |
| CPR Pocariça        | 1958             | -               | -                  | -                                | -        | /     |

| \| Ginásio Alcobaça Ac. Alvalade Amora Carcavelos Coina Odivelas \| Localisation des clubs engagés dans la Zona Sul du championnat. |
| Ginásio Alcobaça Ac. Alvalade Amora Carcavelos Coina Odivelas                                                                       |

| Nom du club        | Date de création | Dernière montée | Division 1984-1985 | Stade                                            | Capacité | Vict. |
| ------------------ | ---------------- | --------------- | ------------------ | ------------------------------------------------ | -------- | ----- |
| Ginásio Alcobaça   | 1946             | -               | -                  | -                                                | -        | /     |
| Académico Alvalade | -                | -               | -                  | -                                                | -        | /     |
| Amora FC           | 1921             | -               | -                  | Centro de Treinos do Serrado                     | -        | /     |
| GS Carcavelos      | 1921             | -               | -                  | -                                                | -        | /     |
| URCD Coina         | -                | -               | -                  | -                                                | -        | /     |
| Odivelas FC        | 1939             | -               | -                  | Complexo Desportivo do Odivelas FC - Campo n.º 3 | -        | /     |

## Compétition

### Première phase
Classement
Le classement est calculé avec le barème de points suivant : une victoire vaut deux points, le match nul un et la défaite zéro.
Critères de départage en cas d'égalité au classement :
1. classement aux points des matchs joués entre les clubs ex æquo ;
2. différence entre les buts marqués et les buts concédés sur la totalité des matchs joués dans le championnat ;
3. plus grand nombre de buts marqués sur la totalité des matchs joués dans le championnat ;
4. en cas de nouvelle égalité, une rencontre supplémentaire aura lieu sur terrain neutre avec, éventuellement, l’épreuve des tirs au but.

Zona Norte
| Rang | Équipe         | Pts | J  | G  | N | P | Bp | Bc | Diff |
| ---- | -------------- | --- | -- | -- | - | - | -- | -- | ---- |
| 1    | Boavista FC    | 20  | 10 | 10 | 0 | 0 | 56 | 1  | +55  |
| 2    | SC Braga       | 12  | 10 | 6  | 0 | 4 | 16 | 12 | +4   |
| 3    | Leça do Balio  | 11  | 10 | 5  | 1 | 4 | 12 | 9  | +3   |
| 4    | Leixões SC     | 10  | 10 | 4  | 2 | 4 | 18 | 15 | +3   |
| 5    | Santa Maria FC | 5   | 10 | 2  | 1 | 7 | 7  | 18 | -11  |
| 6    | AD Esposende   | 2   | 10 | 1  | 0 | 9 | 1  | 55 | -54  |

|  | Qualifié pour la phase finale de la compétition. |
|  | Relégué en division inférieure. |
|  | T Tenant du titre. P Promu de division inférieure. Pts points ; G victoires ; N match nuls ; P défaites Bp buts marqués ; Bc buts encaissés ; Diff différence de buts |

| Résultats (▼dom., ►ext.)                                   | Boa | Bra | LdB | Lei | Sta | Esp  |
| Boavista FC                                                |     | 3-0 | 3-0 | 6-0 | 5-0 | 15-0 |
| SC Braga                                                   | 1-4 |     | 0-2 | 3-1 | 3-0 | 2-0  |
| Leça do Balio                                              | 0-4 | 2-0 |     | 0-1 | 1-0 | 6-0  |
| Leixões SC                                                 | 0-4 | 0-1 | 0-0 |     | 1-0 | 7-0  |
| Santa Maria FC                                             | 0-4 | 0-2 | 0-1 | 1-1 |     | 3-0  |
| AD Esposende                                               | 0-8 | 0-4 | 1-0 | 0-7 | 0-3 |      |
| - Victoire à domicile - Match nul - Victoire à l'extérieur |     |     |     |     |     |      |

Zona Centro
| Rang | Équipe              | Pts | J  | G | N | P | Bp | Bc | Diff |
| ---- | ------------------- | --- | -- | - | - | - | -- | -- | ---- |
| 1    | CF União de Coimbra | 19  | 10 | 9 | 1 | 0 | 59 | 0  | +59  |
| 2    | CPR Pocariça        | 15  | 10 | 7 | 1 | 2 | 27 | 3  | +24  |
| 3    | SC Paivense         | 13  | 10 | 6 | 1 | 3 | 10 | 13 | -3   |
| 4    | CR Pinheiros        | 6   | 10 | 3 | 0 | 7 | 17 | 36 | -19  |
| 5    | Juventude Arzila    | 4   | 10 | 2 | 0 | 8 | 6  | 41 | -35  |
| 6    | UD Oliveirense      | 3   | 10 | 1 | 1 | 8 | 7  | 33 | -26  |

|  | Qualifié pour la phase finale de la compétition. |
|  | Relégué en division inférieure. |
|  | T Tenant du titre. P Promu de division inférieure. Pts points ; G victoires ; N match nuls ; P défaites Bp buts marqués ; Bc buts encaissés ; Diff différence de buts |

| Résultats (▼dom., ►ext.)                                   | UdC | Poc | Pai | Pin  | Arz  | Oli |
| CF União Coimbra                                           |     | 1-0 | 8-0 | 11-0 | 13-0 | 3-0 |
| CPR Pocariça                                               | 0-0 |     | 3-0 | 2-0  | 2-0  | 5-0 |
| SC Paivense                                                | 0-1 | 1-0 |     | 1-0  | 3-0  | 3-1 |
| CR Pinheiros                                               | 0-7 | 0-8 | 0-1 |      | 6-0  | 6-0 |
| Juventude Arzila                                           | 0-8 | 0-2 | 0-1 | 2-5  |      | 2-1 |
| UD Oliveirense                                             | 0-7 | 1-5 | 0-0 | 4-0  | 0-2  |     |
| - Victoire à domicile - Match nul - Victoire à l'extérieur |     |     |     |      |      |     |

Zona Sul
| Rang | Équipe             | Pts | J  | G | N | P  | Bp | Bc | Diff |
| ---- | ------------------ | --- | -- | - | - | -- | -- | -- | ---- |
| 1    | Académico Alvalade | 18  | 10 | 9 | 0 | 1  | 40 | 8  | +32  |
| 2    | GS Carcavelos      | 16  | 10 | 7 | 2 | 1  | 29 | 14 | +15  |
| 3    | URCD Coina         | 12  | 10 | 5 | 2 | 3  | 43 | 14 | +29  |
| 4    | Odivelas FC        | 10  | 10 | 4 | 2 | 4  | 37 | 24 | +13  |
| 5    | Ginásio Alcobaça   | 4   | 10 | 2 | 0 | 8  | 11 | 49 | -38  |
| 6    | Amora FC           | 0   | 10 | 0 | 0 | 10 | 9  | 60 | -51  |

|  | Qualifié pour la phase finale de la compétition. |
|  | Relégué en division inférieure. |
|  | T Tenant du titre. P Promu de division inférieure. Pts points ; G victoires ; N match nuls ; P défaites Bp buts marqués ; Bc buts encaissés ; Diff différence de buts |

| Résultats (▼dom., ►ext.)                                   | AcA  | Car | Coi  | Odi | Alc | Amo  |
| Académico Alvalade                                         |      | 0-1 | 2-1  | 3-1 | 8-3 | 3-0  |
| GS Carcavelos                                              | 0-4  |     | 1-1  | 2-2 | 3-1 | 6-0  |
| URCD Coina                                                 | 1-2  | 1-2 |      | 6-4 | 5-0 | 11-0 |
| Odivelas FC                                                | 1-2  | 2-3 | 2-2  |     | 7-1 | 9-3  |
| GC Alcobaça                                                | 0-12 | 0-4 | 0-3  | 1-6 |     | 3-0  |
| Amora FC                                                   | 0-4  | 3-7 | 1-12 | 1-3 | 1-2 |      |
| - Victoire à domicile - Match nul - Victoire à l'extérieur |      |     |      |     |     |      |

### Phase finale
Les trois équipes qualifiées pour la phase finale s'opposent dans un mini championnat aller-retour.
| Rang | Équipe              | Pts | J | G | N | P | Bp | Bc | Diff |
| ---- | ------------------- | --- | - | - | - | - | -- | -- | ---- |
| 1    | Boavista FC         | 8   | 4 | 4 | 0 | 0 | 14 | 2  | +12  |
| 2    | Académico Alvalade  | 2   | 4 | 1 | 0 | 3 | 5  | 11 | -6   |
| 3    | CF União de Coimbra | 2   | 4 | 1 | 0 | 3 | 2  | 8  | -6   |

|  | Vainqueur de la compétition. |
|  | Relégué en division inférieure. |
|  | T Tenant du titre. P Promu de division inférieure. Pts points ; G victoires ; N match nuls ; P défaites Bp buts marqués ; Bc buts encaissés ; Diff différence de buts |

| Résultats (▼dom., ►ext.)                                   | Boa | AcA | UdC |
| Boavista FC                                                |     | 5-0 | 4-0 |
| Académico Alvalade                                         | 2-4 |     | 3-0 |
| CF União Coimbra                                           | 0-1 | 2-0 |     |
| - Victoire à domicile - Match nul - Victoire à l'extérieur |     |     |     |